# Fieldingia valentini
Fieldingia valentini är en svampdjursart som beskrevs av Konstantin R. Tabachnick och Janussen 2004. Fieldingia valentini ingår i släktet Fieldingia och familjen Fieldingiidae.

## Underarter
Arten delas in i följande underarter:
- F. v. tizardi
- F. v. valentini